# Estonska arhitektura
Arhitektura v Estoniji je plod raznolikih kulturnih srečanj, preko ruskih in skandinavskih vplivov na eni strani, pa tudi nemške, je estonska arhitektura uspela izstopati in postati prava nacionalna arhitektura, ki sodeluje v identiteti te baltske države s težavami zgodovino, stisnjeno zlasti med močno rusko in švedsko sosedo. Po doseganju polnega razvoja je estonska arhitektura sama vplivala na druge baltske države, pa tudi na skandinavske države in Rusijo.

## Zgodovina

### Starodavna Estonija
Značilnost zgodnje estonske arhitekture so številne trdnjave in gradišča, ki jih najdemo po vsej državi, na primer trdnjavi Varbola in Valjala. Pomembnejši med njimi, ki so lahko pokrivali površino do 1000 kvadratnih metrov in so stale na pomembnih razpotjih, so se sčasoma razvili v komercialna središča, kot so Talin, Tartu in Otepää.

### Gotska arhitektura
Krščanstvo je bilo v Estonijo prineseno s severnimi križarskimi vojnami in je povzročilo velike spremembe v družbi, kulturi in arhitekturi Estonije. Vplivi so prihajali predvsem iz nemško govorečih območij in Skandinavije. Nova vera je v 13. stoletju spodbudila postavitev cerkva po vsej današnji Estoniji. Prve cerkve so bile verjetno lesene; od teh nobena ni ohranjena. Najzgodnejše cerkve, ki so še ohranjene, so bile močno zgrajene in podobne trdnjavam; cerkev Valjala na otoku Saaremaa je en primer. Zidarski mojstri in kiparji, ki so imeli pomembno vlogo v zgodnji cerkveni arhitekturi, so prihajali predvsem z Gotlanda. Kasneje, ko je krščanstvo postalo trdneje zakoreninjeno, so bile zgrajene večje in bolj dovršene cerkve, zlasti v severni Estoniji v 15. stoletju. Srednjeveške cerkve v starem mestnem jedru Talina, kot so stolnica, cerkev sv. Olafa (najvišji stolp v Evropi v 16. stoletju) ali cerkev Svetega Duha, še vedno pričajo o zelo razvitem gotskem arhitekturnem slogu. Zunaj Talina je bilo veliko cerkva poškodovanih med pogostimi vojnami, zlasti livonsko vojno in veliko severno vojno, malomarnost med sovjetsko okupacijo pa je povzročila veliko uničenja med cerkvami v Estoniji, zato je le malo zgodnjih cerkva preživelo nespremenjenih do danes. V poznejših letih pa so bila opravljena intenzivna restavratorska dela in zlasti na Saaremai in v severni Estoniji so še vedno zanimivi primeri razmeroma dobro ohranjenih srednjeveških cerkva.
Križarji so prav tako pustili svoj pečat v državi s postavitvijo velikega števila gradov, da bi pridobili vojaški in upravni nadzor nad državo. Postavljeni so bili tako veliki grajski kompleksi, imenovani gradovi redov po tevtonskih in drugih križarskih redovih, ki so jih postavili, kot manjše lokalne utrdbe, ki niso bile namenjene večjim vojaškim akcijam (lokalno znane kot 'vazalni gradovi'). Dobri primeri večjih gradov, ki še obstajajo, so Hermannov grad, Narva, grad Toompea v Talinu in grad Kuressaare na otoku Saaremaa. Od manjših gradov še danes obstajajo grad Purtse, stolp Kiiu in stolp Vao. Številni gradovi, postavljeni v srednjem veku, so bili uničeni v kasnejših vojnah, Estonija pa je bogata z ruševinami gradu.
Širitev in razvoj estonskih mest, kot sta Talin in Narva, v hanzeatska mesta v srednjem veku sta spodbudila tudi razvoj meščanske arhitekture. Uveljavile so se meščanske hiše z dvokapnimi pročelji, veliko sprednjo vežo s kaminom in manjšo dnevno sobo na zadnji strani; slog je postal znan kot 'talinska gotika' in so ga prevzeli gradbeniki na Finskem, Švedskem in v Novgorodu. Druge še obstoječe srednjeveške meščanske stavbe pričajo o pomenu Talina kot pomembnega trgovskega mesta; Mestna hiša, Talin je danes pomembna zgodovinska znamenitost, prav tako kot Raeapteek (mestna hiša) in stavbe nekdanjih cehov v Talinu, tj. Velikega ceha (1410), Ceha sv. Olafa (1422) in poznejše Bratovščine črnoglavih (okoli 1597). Iz tega obdobja je tudi izjemno dobro ohranjeno mestno obzidje Talina. Na splošno je staro mestno jedro Talina eden najbolje ohranjenih srednjeveških arhitekturnih sklopov na svetu in je od leta 1997 uvrščeno na Unescov seznam svetovne dediščine.

### Barok in rokoko
Baročna in rokokojska arhitektura v Estoniji je predstavljena predvsem s stavbami, ki jih je postavila ruska cesarska uprava in lokalna aristokracija. Najboljši primer, ki še obstaja, je palača Kadriorg v petrovskem baročnem slogu. Pred drugo svetovno vojno je bil grad Põltsamaa nenavadno lep primer rokokojske arhitekture v Estoniji; grad je bil med vojno porušen in ostale so le ruševine.
Vse od severnih križarskih vojn in uveljavitve nemško govorečega baltskega plemstva kot veleposestniškega razreda je bilo za podeželje Estonije značilen graščinski sistem, ki so ga vsiljevali višji sloji. Od baroka in naprej so številne graščine preživele in prispevale k arhitekturni dediščini Estonije. Na podeželju Estonije je okoli 2000 zgodovinskih dvorcev, mnogi v baročnem in rokokojskem slogu, npr. Dvorci Saue, Palmse ali Vääna, predstavljajo pa tudi vrsto slogov od neobaroka in neoklasicističnega do Tudorskega.

### Klasicizem
Središče ohranjene neoklasicistične arhitekture je Tartu, mestna hiša in okoliške stavbe iz 18. stoletja. Glavna stavba Univerze v Tartuju (1803–09) je primer visokega klasicizma. Graščinska arhitektura še naprej prevladuje na podeželju, z dvorci, kot so Saku, Kuremaa in Suure-Kõpu, ki ponazarjajo slog. Nekaj opaznih rezidenc je bilo zgrajenih tudi v Talinu, npr. Hiša Stenbock in stavba na ulici Kohtu 8 (arhitekt Carl Ludvig Engel, danes stanovanje estonskega kanclerja za pravosodje), obe na hribu Toompea.

### Arhitektura poznega 19. stoletja
Tako kot v preostali Evropi je bilo pozno 19. stoletje v Estoniji čas arhitekturnega eksperimentiranja slogov. Pojavile so se različne vrste historicizma in eklekticizma. Neogotika je postala priljubljen slog, nenazadnje med dvorci, kot je mogoče videti v dvorcih Alatskivi ali Sangaste.
Ob koncu obdobja so vplivi secesije dosegli Estonijo. Glavna vira navdiha sta bila deloma živahna secesijska scena v Rigi in deloma finska nacionalna romantika. Morda je bil najbolj znan arhitekt, ki je delal v slogu Art nouveau v Estoniji, Jacques Rosenbaum.
Cerkev Aleksandra Nevskega, Talin je primer stila ruskega preporoda iz 19. stoletja, ko je bila Estonija gubernija Ruskega cesarstva.

### 20. stoletje
Celotno središče mesta Sillamäe je omembe vreden primer stalinistične arhitekture v Estoniji.

## Galerija
- Muhu, cerkev sv. Katarine (13. stoletje)
- Grad Koluvere (začetek 13. stoletja)
- Raeapteek (začetek 15. stoletja)
- Hiša črnoglavih, Talin (fasada Arent Passer) (1597)
- Palača Kadriorg (arhitekti Nicola Michetti, Gaetano Chiaveri in Mihail Zemcov) (začetek leta 1718)
- Pravoslavna cerkev sv. Katarine Võru je zgodnji primer klasicizma (1804)
- Glavna stavba Univerze v Tartuju (arhitekt Johann Wilhelm Krause) (1803-1809)
- Art nouveau zgradba v Talinu (arhitekt Jacques Rosenbaum, dokončana 1910)